# Estreito de Dease

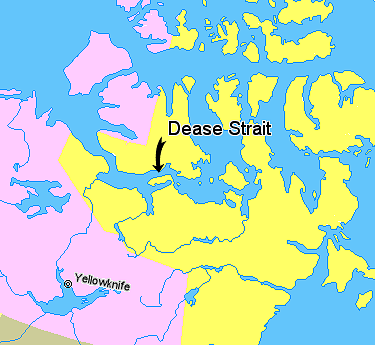
Localização do estreito de Dease, Nunavut, Canadá.
Nunavut
Northwest Territories

O estreito de Dease é um canal que se estende na direção este-oeste, entre a península de Kent e a ilha Victoria em Nunavut, Canadá. No seu extremo oriental, onde tem aproximadamente com 19 km de largura, fica Cambridge Bay; a oeste atinge uma largura de 61 km, e torna-se o golfo da Coroação. O estreito tem 160 km de comprimento.